# Lakeview (Texas)
Pour les articles homonymes, voir Lakeview.
Lakeview est une ville située au nord du comté de Hall au Texas, aux États-Unis,. Elle est fondée en 1908.

## Démographie
Lors du recensement de 2010, la ville comptait une population de 107 habitants. Elle est estimée, en 2016, à 101 habitants.

### Source de la traduction
- (en) Cet article est partiellement ou en totalité issu de l’article de Wikipédia en anglais intitulé « Lakeview, Texas » (voir la liste des auteurs).